# Desmeocraera mkabi
Desmeocraera mkabi är en fjärilsart som beskrevs av Sergius G. Kiriakoff 1979. Desmeocraera mkabi ingår i släktet Desmeocraera och familjen tandspinnare. Inga underarter finns listade i Catalogue of Life.